# Whatever It Takes (пісня «Imagine Dragons»)
«Whatever It Takes» — сингл із альбому Evolve американського альтернативного рок-гурту Imagine Dragons. Сингл вийшов під лейблами Kidinakorner і Interscope. Це була також офіційна тематична пісня для WWE PPV Event Battleground, на додаток вона ввійшла до відеогри Madden NFL 18. Пісня була відправлена на сучасне хітове радіо США 13 лютого 2018 року.

## Відеокліп
Музичне відео на пісню вийшло 13 жовтня 2017 року (проте з невідомих причин дата на YouTube була змінена на 12 жовтня). Станом на березень 2019 року, відеокліп на Youtube набрав понад 500 мільйонів переглядів.

## Чарти

### Тижневі чарти
| Чарт (2017–18)                            | Пікова позиція |
| ----------------------------------------- | -------------- |
| Австралія (ARIA)                          | 34             |
| Австрія (Ö3 Austria Top 75)               | 8              |
| Бельгія (Ultratop Flanders)               | 9              |
| Бельгія (Ultratop Wallonia)               | 8              |
| Канада (Canadian Hot 100)                 | 26             |
| СНД (Tophit)                              | 1              |
| Чехія (IFPI)                              | 4              |
| Чехія (Singles Digitál Top 100)           | 7              |
| Франція (SNEP)                            | 13             |
| Німеччина (Official German Charts)        | 7              |
| Угорщина (Single Top 40)                  | 13             |
| Угорщина (Stream Top 40)                  | 24             |
| Нідерланди (Dutch Top 40)                 | 11             |
| Нідерланди (Mega Single Top 100)          | 40             |
| Польща (Polish Airplay Top 100)           | 3              |
| Португалія (AFP)                          | 48             |
| Russia Airplay (Tophit)                   | 1              |
| Шотландія (Official Charts Company)       | 61             |
| Словаччина (IFPI)                         | 1              |
| Словаччина (Singles Digitál Top 100)      | 21             |
| Швеція (Sverigetopplistan)                | 85             |
| Швейцарія (Media Control AG)              | 6              |
| Велика Британія (Official Charts Company) | 93             |
| Ukraine Airplay (Tophit)                  | 1              |
| США (Billboard Hot 100)                   | 12             |
| США (Adult Contemporary) (Billboard)      | 14             |
| США (Adult Top 40) (Billboard)            | 1              |
| США (Mainstream Top 40) (Billboard)       | 3              |
| США (Hot Rock Songs) (Billboard)          | 1              |

### Річні чарти
| Чарт (2017)                        | Позиція |
| ---------------------------------- | ------- |
| Німеччина (Official German Charts) | 95      |
| Угорщина (Single Top 40)           | 98      |

### Сертифікація
| Регіон | Сертифікація  | Продажі   |
| --- | ------------- | --------- |
| Австралія (ARIA) | Платиновий    | 70 000    |
| Австрія (IFPI Austria) | Платиновий    | 30 000    |
| Бельгія (BEA) | Золотий       | 15 000    |
| Канада (Music Canada) | 2× Платиновий | 160 000   |
| Франція (SNEP) | Платиновий    | 150 000   |
| Німеччина (BVMI) | Золотий       | 400 000   |
| Італія (FIMI) | 2× Платиновий | 100 000   |
| Норвегія (IFPI Norway) | Золотий       | 3 000 000 |
| США (RIAA) | 2× Платиновий | 1,000,000 |
| *продажі, що базуються лише на сертифікаціях · ^відвантаження, що базуються лише на сертифікаціях · продажі+прослуховування, що базуються лише на сертифікаціях |               |           |